# Jönköpings län
Jönköpings län er et svensk län (amt) beliggende i det sydlige Sverige. Det grænser op til Hallands län, Västra Götalands län, Östergötlands län, Kalmar län og Kronobergs län.

## Landskap
Jönköpings län består af den nordvestlige del af landskabet Småland og Habo og Mullsjö kommuner i Västergötland.

## Større byer
De ti største byer i Jönköpings län, sorteret efter indbyggertal:
| #  | Byområde  | Befolkning |
| -- | --------- | ---------- |
| 1  | Jönköping | 89.396     |
| 2  | Värnamo   | 18.696     |
| 3  | Nässjö    | 16.678     |
| 4  | Tranås    | 14.197     |
| 5  | Vetlanda  | 13.050     |
| 6  | Gislaved  | 10.037     |
| 7  | Eksjö     | 9.701      |
| 8  | Bankeryd  | 8.107      |
| 9  | Habo      | 6.883      |
| 10 | Mullsjö   | 5.452      |

Indbyggertal pr. 31. december 2010, – Statistiska centralbyrån (SCB).
I Jönköpings byområde indgår blandt andre de tidligere selvstændiger byer og nuværende bydele: Jönköping (54.565), Huskvarna (21.243) og Norrahammar (8.800). Indbyggertal pr. 2004.